# 荘穆王后
荘穆王后（そうぼくおうこう）は、高麗の第25代王忠烈王の正妃。モンゴル人で、本名は忽都魯掲里迷失（クトゥルク＝ケルミシュ）。元の世祖クビライの公主で、1274年5月に忠烈王に降嫁した。
1275年9月に生まれた長男の益知礼普花（イジリブカ）は高麗の第26代王となった忠宣王である。同年に高麗より元成公主、1294年に元より安平公主に封じられた。没後には、高麗より荘穆仁明王后、仁明王太后と追号され、1310年に元において斉国大長公主を追封された。

## 家族
夫の忠烈王との間で2男1女を儲けたが、長男の忠宣王以外の子女は早世し、詳細は分からない。
- 父：クビライ
- 母：阿速真可敦
- 異母兄：チンキム
  - 甥：テムル（元の第2代皇帝）
- 夫：忠烈王
  - 長男：忠宣王
  - 嫁：薊国大長公主（チンキムの子のカマラの娘で、姪孫にあたる）
  - 長女：名前不詳（1277年 - 没年不詳）
  - 次男：名前不詳（1278年 - 没年不詳）

## 登場作品

### テレビドラマ
- 王は愛する（2017年、MBC、演：チャン・ヨンナム）